# Fiesta de solitarios
Fiesta de solitarios es un libro de cuentos del escritor ecuatoriano Raúl Vallejo, publicado por primera vez en 1992. Es una de las obras más destacadas del autor, galardonada con el Premio Ismael Pérez Pazmiño por los 70 años de Diario El Universo y con el Premio Joaquín Gallegos Lara al mejor libro de cuentos publicado en 1992.
La escritora española Begoña Huertas dijo acerca del libro: "Es una propuesta de juego, de laberinto a través de conflictos humanos lo que envuelve al lector y lo engancha a la lectura desde el principio." Miguel Donoso Pareja, por su lado, aseveró que "Raúl Vallejo ha escrito esta ceremonia, esta liturgia, estos cuentos que, buscando la sencillez, expresan esa sensibilidad de fin de siglo". El cuento "Te escribiré de París" fue alabado de forma particular por los escritores Eliécer Cárdenas y Fernando Tinajero, mientras que Jorge Dávila Vázquez destacó "Destellos en el mar".
El cuento "Leña de soledad(es)" fue adaptado a la televisión por el Instituto Cubano de Radio y Televisión en 2012, bajo la dirección de Marlon Brito.

## Índice de cuentos
El libro contiene los siguientes cuentos:
- Repti(L)ápiz
- Los paseos alucinados del profesor Reina
- Leña de soledad(es)
- Destellos en el mar
- Cristina, envuelta por la noche
- Reestreno de Magdalena
- Cielo en suelo
- La noche por partida doble
- Diálogo breve del amor menor
- La broma
- Te escribiré de París